# NGC 5433
NGC 5433 (другие обозначения — UGC 8954, MCG 6-31-50, ZWG 191.38, KUG 1400+327, IRAS14003+3245, PGC 50012) — спиральная галактика (Sd) в созвездии Гончие Псы.
Этот объект входит в число перечисленных в оригинальной редакции «Нового общего каталога».